# Hylomyscus aeta
Hylomyscus aeta — вид гризунів родини мишевих (Muridae). Зустрічається в таких країнах: Бурунді, Камерун, Центральноафриканська Республіка, Республіка Конго, Демократична Республіка Конго, Екваторіальна Гвінея, Габон і Уганда. Його природні місця існування — субтропічні або тропічні вологі рівнинні ліси та субтропічні або тропічні вологі гірські ліси.

## Морфологічна характеристика
Це дрібний гризун з довжиною голови й тулуба від 77 до 97 мм, довжиною хвоста від 131 до 140 мм, довжиною лапи від 17,5 до 20,4 мм і довжиною вух від 15 до 16 мм. Верх жовто-бурий, з чорнуватими відблисками по спині, боки світліші, а черевні частини білі, з сірими основами волосків. Навколо очей є більш темні кільця. Вуха сірувато-коричневі. Передні кінцівки білуваті. Хвіст довший за голову й тулуб і рівномірно коричневий.

## Поведінка
Це деревний і нічний вид.